# Полтава (линейный корабль, 1743)
«Полтава» — парусный линейный корабль Балтийского флота Российской империи, один из кораблей типа «Слава России». Находился в составе флота с 1743 по 1756 год, в вооружённых конфликтах участия не принимал, однако неоднократно участвовал в практических плаваниях и учениях эскадр кораблей Балтийского флота, а по окончании службы был разобран.
Второй из парусных линейных кораблей Российского императорского флота, названных в честь победы русской армии над шведами в Полтавской битве 27 июня (8 июля) 1709 года (первым был 54-пушечный линейный корабль 1712 года постройки, участник Северной войны) и первый из кораблей, носивших имя «Полтава» этого типа (вторым был однотипный линейный корабль 1754 года постройки, участник Семилетней войны).

## Описание судна
Представитель серии парусных двухдечных линейных кораблей типа «Слава России». Эта серия кораблей была самой многочисленной и одной из самых удачных серий линейных кораблей Российского императорского флота. Корабли серии строились с 1733 по 1774 год на верфях Санкт-Петербурга и Архангельска и принимали участие во всех плаваниях и боевых действиях российского флота в период с 1734 по 1790 год. Всего в рамках серии было построено 58 линейных кораблей. Все корабли этой серии обладали высокими мореходными качествами, хорошей маневренностью и остойчивостью.
Водоизмещение корабля составляло 1200 тонн, длина по сведениям из различных источников от 46,5 до 47,4 метра, ширина от 12,3 до 12,65 метра, а осадка от 5,4 до 5,48 метра. Вооружение судна составляли 66 орудий, включавшие двадцатичетырёх-, двенадцати- и шестифунтовые пушки, а экипаж состоял из 600 человек. Скорость судна при свежем ветре могла достигать восьми узлов.

## История службы
Линейный корабль «Полтава» был заложен на Соломбальской верфи 5 (16) августа 1741 года и после спуска на воду 15 (26) мая 1743 года вошёл в состав Балтийского флота России. Строительство вёл корабельный подмастерье ранга сухопутного поручика П. Г. Качалов.
С июня по август 1744 года осуществил переход из Архангельска в Кронштадт. В кампанию следующего 1745 года в июне и июле находился на Кронштадтском рейде и использовался в качестве учебного судна. В 1746 году принимал участие в практическом плавании эскадры кораблей Балтийского флота в Финском заливе до Рогервика, а 22 июля (2 августа) и 23 июля (3 августа) того же года ещё и в показательных учениях у Ревеля.
Летом 1748 года в составе флота под общим командованием вице-адмирала Я. С. Барша принимал участие в практическом плавании в Финском заливе до острова Готланд. В кампанию следующего 1750 года в составе эскадры вице-адмирала З. Д. Мишукова вновь выходил в практическое плавание до Готланда.
В 1756 году корабль «Полтава» должен был встать на тимберовку в Кронштадте, однако в связи с отсутствием материалов, там же был разобран.

## Командиры корабля
Командирами линейного корабля «Полтава» в разное время в звании капитана полковничьего ранга служили:
- С. И. Мордвинов (1744, 1746, 1748 и 1750 годы)[13];
- Г. Кейзер (1745 год)[14].

### Комментарии
1. ↑  Также в серию входили два корабля «Северный Орёл» 1735 и 1763 годов постройки, два корабля «Ревель» 1735 и 1756 годов постройки, два корабля «Ингерманланд» 1735 и 1752 годов постройки, два корабля «Святой Пётр» 1741 (до 6 (17) декабря 1741 года назвался «Иоанн») и 1760 годов постройки, два корабля «Святой Александр Невский» 1749 и 1762 годов постройки, два корабля «Москва» 1750 и 1760 годов постройки, корабли «Слава России» (головной корабль серии), «Основание Благополучия», «Леферм», «Благополучие» (до 6 (17) декабря 1741 года назвался «Правительница Российская»), «Счастие», «Екатерина», «Фридемакер», «Лесное», «Архангел Рафаил», «Святая великомученица Варвара», «Святой Сергий», «Святой Иоанн Златоуст» (В 1751 году был переименован в «Святой Иоанн Златоуст второй» в связи с постройкой одноимённого 80-пушечного корабля), «Архангел Гавриил», «Архангел Уриил», «Наталия», «Астрахань», «Рафаил», «Святой Иаков», «Не тронь меня», «Евстафий Плакида», «Святой Иануарий», «Саратов», «Тверь», «Трёх Иерархов», «Трёх святителей», «Европа», «Всеволод», «Ростислав», «Святой Георгий Победоносец», «Граф Орлов», «Память Евстафия», «Победа», «Виктор», «Вячеслав», «Дмитрий Донской», «Мироносиц», «Святой князь Владимир», «Александр Невский», «Борис и Глеб», «Преслава», «Дерись», «Ингерманландия», «Спиридон», корабль «Полтава» 1754 года постройки и один корабль без названия 1758 года постройки.
2. ↑  155 футов 6 дюймов.
3. ↑  41 фут 6 дюймов.
4. ↑  18 футов.